# Enosis

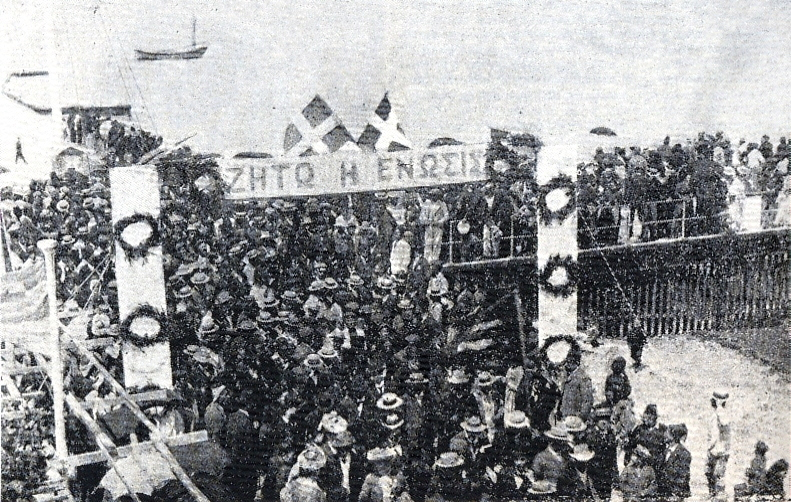
Griechen demonstrieren für Enosis (1930er-Jahre)

Die Enosis (griechisch (Katharevousa) Ένωσις ‚Vereinigung‘) bezeichnet eigentlich die Vereinigung der mehrheitlich von Griechen bewohnten Territorien mit dem griechischen Staat. Die erste Enosis war der Beitritt der Republik der Ionischen Inseln zu Griechenland im Jahr 1864.
Erfolgreich war die Enosis-Bewegung auch 1881 mit dem Anschluss Thessaliens und Anfang des 20. Jahrhunderts mit der Vereinigung Kretas, des südlichen Teils des Epirus und des südlichen Teils Makedoniens mit dem griechischen Staat.
Die Weiterführung der Vereinigungsbestrebungen, die vor allem von Eleftherios Venizelos betriebene Megali Idea, erlitt jedoch mit der Niederlage Griechenlands 1922 im Griechisch-Türkischen Krieg einen entscheidenden Rückschlag. Heute unterstützt keine bedeutende politische Gruppierung mehr den Enosis-Gedanken. Außerhalb Griechenlands existiert ohnehin nur noch auf Zypern eine griechischsprachige Bevölkerungsmehrheit und die Republik Zypern hat als Staat mittlerweile ein eigenes Selbstverständnis.
Heute werden mit Enosis vorwiegend  die Bestrebungen der griechischen Zyprer zum Anschluss der Insel Zypern an Griechenland seit dem Zerfall des Osmanischen Reiches bezeichnet. Die Enosis wurde anfangs vor allem von der EOKA und dem Präsidenten Makarios III. vorangetrieben. Mit der Unabhängigkeit der Republik Zypern und der gewaltsamen Errichtung einer Militärjunta in Griechenland endete der Rückhalt bei der Mehrheit der griechisch-zyprischen Bevölkerung.
Das Obristenregime in Griechenland ließ sich von dieser Ablehnung nicht beirren und unterstützte die Splittergruppe EOKA-B (sprich: „Beta“) gegen die Makarios-Regierung. Die Folge war eine Destabilisierung der Insel und die Ermordung und Einschüchterung von vermeintlichen Feinden sowie Angehörigen der türkischen Minderheit. Am 15. Juli 1974 putschte die Nationalgarde im Auftrag des Athener Regimes, und der von ihr eingesetzte Präsident Nikos Sampson proklamierte die Enosis mit Griechenland. Im daraufhin erneut ausbrechenden Zypernkonflikt kam es zum Einmarsch von türkischen Truppen und der Besetzung des Nordteils der Insel, wodurch die von der Türkei favorisierte Taksim ‚Teilung‘ faktisch, wenn auch nicht völkerrechtlich durchgesetzt wurde. Nach diesen Ereignissen konnte sich auch die Junta in Griechenland nicht halten und brach zusammen.